# Hemerobius costalis
Hemerobius costalis is een insect uit de familie van de bruine gaasvliegen (Hemerobiidae), die tot de orde netvleugeligen (Neuroptera) behoort. 
Hemerobius costalis is voor het eerst wetenschappelijk beschreven door Carpenter in 1940.